# Melittobia scapata
Melittobia scapata är en stekelart som beskrevs av Dahms 1984. Melittobia scapata ingår i släktet Melittobia och familjen finglanssteklar. Inga underarter finns listade i Catalogue of Life.